# 香港中伸書院
香港中伸書院（英語：Hong Kong Central College），為香港一所非牟利教育機構，經營私營副學士課程，書院位於香港灣仔駱克道兆安中心，曾經因贈送iPhone的招生手法而知名。

## 歷史
香港中伸書院於2006年成立，由時任香港立法會親共組織專業會議的議員劉秀成擔任校董會主席，院長為柯德偉教授。

## 課程
該校在2007/08至2011/12年間，開辦經審批的副學士課程：
- 服務管理副學士（2007/08，2008/09，2009/10）
- 會計學副學士（2011/12）

## 爭議
2008年8月，中伸書院以贈送iPhone 3G招攬學生報讀，並被揭發會計副學士課程的廣告未有列明該課程仍未通過評審。傳媒發現中伸書院在廣告中大字標題稱「政府認可」，卻未有交代有課程未獲香港學術及職業資歷評審局通過評審，其網頁廣告則有一行小字，形容課程「 Registration in progress」（註冊中），做法涉嫌誤導。學術及職業資歷評審局接受傳媒查詢時證實，中伸書院的會計課程未通過審批，發言人指書院刊登的廣告必須有「資歷有待學術評審局審批」的相近字眼，不可只稱「註冊中」，局方已要求中伸書院修正字眼。至於該校贈送iPhone的課程廣告，在傳媒報導及學界表達關注後，中伸書院其後也將送iPhone的廣告移除。
2010年7月，中伸書院開辦的服務管理副學士課程，所持有的香港學術及職業資歷評審局評審資歷，有效期於2009/10學年屆滿後，仍未獲批續期，但繼續招生。

## 外部連結
- 官方網站
- Facebook專頁
- 中伸書院- YouTube